# Pallassowka
Pallassowka (andere Schreibweisen: Pallasovka, Pallasowka, russisch Палласовка) ist eine Stadt mit 16.081 Einwohnern (Stand 14. Oktober 2010) in der Oblast Wolgograd in Russland.

## Geographie
Die Stadt liegt am Wolga-Zufluss Torgun im äußersten Nordosten der Oblast, 301 km von der Gebietshauptstadt Wolgograd und ungefähr 30 km von der russisch-kasachischen Grenze entfernt. Die vier nächstgelegenen Städte – Krasny Kut, Nowousensk, Nikolajewsk und Kamyschin – sind alle jeweils rund 100 Kilometer von Pallassowka entfernt. Die Stadt liegt mitten in der für die untere Wolga typischen Steppenlandschaft, die weiter südlich in Richtung des Kaspischen Meeres in eine Wüstenlandschaft übergeht.

## Geschichte
1860 entstand wenig östlich der heutigen Stadt die wolgadeutsche Kolonie Neu Galka (Nowaja Galka) als „Tochterkolonie“ der 1764 – als eine der ersten fünf überhaupt – gegründeten Kolonie Galka (auch Ust-Kulalinka), gelegen am rechten Wolgaufer etwa 40 km nordöstlich der Stadt Kamyschin.
1907 wurde die Eisenbahnstrecke von Krasny Kut nach Astrachan am Ort vorbeigeführt und dort die Station Torgun, benannt nach dem Fluss, errichtet. Wenig später wurden der Name der Station und der zugehörigen Siedlung zu Ehren des Geografen Peter Simon Pallas geändert, der im späten 18. Jahrhundert auch in dieser Gegend forschte und unter anderem die Bodenbeschaffenheit und die Salzvorkommen der Gegend östlich der unteren Wolga analysierte (Baskuntschak-See und andere). Heute erinnert im Stadtzentrum ein Denkmal an Pallas.
Nach der Eröffnung des Bahnhofs wuchs die Eisenbahnersiedlung allmählich zu einem Handelsort heran, wobei die Station neben dem Personenverkehr vor allem für den Landwirtschaftsgütertransport genutzt wurde, und verschmolz bald mit der Kolonie Neu Galka. 1921, bereits zu Sowjetzeiten, wurde der Ort im Zuge einer Gebietsreform zum Verwaltungszentrum eines Landkreises (Rajons). Bis 1941 gehörte er zur Wolgadeutschen Republik und lag unmittelbar an deren südöstlicher Grenze, die hier vom Fluss Torgun gebildet wurde. 1926 waren von den 4668 Einwohnern im Bereich des Dorfsowjets Neu Galka, zu dem auch die Stationssiedlung Pallasowka gehörte, 3673 (79 %) Deutsche.
Nach Auflösung der Wolgadeutschen Republik und Deportation der deutschen Einwohner wurde der Ort nach 1941 nur noch Pallasowka genannt. Während des Zweiten Weltkriegs befand er sich in unmittelbarer Nähe der Front um Stalingrad und diente als wichtiger Umschlagplatz für den Militärtransport per Eisenbahn.
In der Nachkriegszeit wurde im Rajon insbesondere die Landwirtschaft entwickelt. Am 30. Juni 1967 erhielt Pallassowka Stadtrechte.

### Bevölkerungsentwicklung
| Jahr | Einwohner |
| ---- | --------- |
| 1897 | 1.550     |
| 1926 | 4.668     |
| 1939 | 6.715     |
| 1959 | 10.346    |
| 1970 | 13.505    |
| 1979 | 15.503    |
| 1989 | 17.712    |
| 2002 | 17.163    |
| 2010 | 16.081    |

Anmerkung: Volkszählungsdaten

## Wirtschaft
Als Zentrum eines landwirtschaftlich geprägten Gebietes verfügt Pallassowka vorwiegend über Lebensmittelindustrie. Weiterhin sind ein Asphaltwerk und eine Futtermittelfabrik vorhanden.

## Söhne und Töchter der Stadt
- Andreas Hermann (* 1983), Schauspieler